# Бомба (фильм, 2012)
«Бомба» (англ. Ginger & Rosa) — драматический фильм 2012 года, снятый Салли Поттер по собственному сценарию и выпущенный компанией Artificial Eye. Главные роли исполнили Эль Фэннинг, Элис Энглерт, Алессандро Нивола и Кристина Хендрикс.
Премьера фильма состоялась на кинофестивале в Торонто 7 сентября 2012 года. Фильм вышел в прокат в Великобритании 19 октября 2012 года.

## Сюжет
Взгляд на жизнь двух девочек-подростков — неразлучных подруг Джинджер и Розы, растущих в Лондоне 1960-х годов, когда надвигается Карибский кризис и ключевое событие, которое перевернет их отношения.

## В ролях
- Эль Фэннинг — Джинджер
- Элис Энглерт — Роза
- Алессандро Нивола — Роланд, отец Джинджер
- Кристина Хендрикс — Натали, мать Джинджер
- Джоди Мэй — Анушка, мать Розы
- Люк Клауд — отец Розы
- Тимоти Сполл — Марк
- Оливер Платт — Марк Ту
- Аннетт Бенинг — Мэй Белла

## Производство
Фильм снимали в нескольких местах в Кенте, включая акустические зеркала в Дендж Марш, Лидд-он-Си, Грейтстоун, Лидд и Куинборо на острове Шеппи. Фильм посвящён памяти Каролайн Поттер, матери режиссёра.

## Релиз
Премьера фильма состоялась на кинофестивале в Торонто 7 сентября 2012 года. Фильм вышел в прокат в Великобритании 19 октября 2012 года. Фильм был выпущен в ограниченный прокат в США 15 марта 2013 года кинокомпанией A24. Позже он был выпущен эксклюзивно для VOD и DVD в США компанией Lions Gate Home Entertainment.

## Принятие

### Отзывы критиков
Фильм получил в целом положительные отзывы от критиков. Рейтинг фильма на сайте Rotten Tomatoes составляет 78 % на основе 114 обзоров со средним рейтингом в 6.74/10. Консенсус сайта гласит что «Эль Фаннинг потрясающе сыграла в этой мощной истории о взрослении двух девочек-подростков, чью дружбу беспокоит угроза ядерной войны». На Metacritic фильм получил оценку 69 из 100 на основе 26 рецензий, что указывает на «в целом положительные отзывы».
Энтони Скот из New York Times похвалил Фэннинг за ее игру: «Мисс Фэннинг, которая моложе своего персонажа, демонстрирует почти стрипианскую смесь уравновешенности, интенсивности и технической точности. Ужасно, насколько она хороша, и трудно представить что-то, что она не смога бы сыграть». Тай Бёрр, кинокритик The Boston Globe, похвалил ее «яркий натурализм, который кажется противоположным исполнению» и посчитал, что «Фэннинг легко убеждает вас в эмоциональной реальности Джинджер». Роджер Эберт из Chicago Sun-Times дал фильму 3 балла из 4 и написал: «Это портрет времени и места, персонажей, которые составляют компанию за простым кухонным столом, и беспомощности, которую испытывают подростки, сталкиваясь с приоритетами тех, кто у власти. Что я вынесу из этого, так это знание того, что теперь Фэннинги дали нам двух актрис с таким потенциалом». Питер Брэдшоу из The Guardian написал: «Это подростковый фильм, который в других руках мог бы быть драгоценным; вместо этого в нем есть деликатность и интеллект».
Питер Дебрюж из Variety написал: «Кажется, Поттер не может передать идеи, стоящие за ее мучительно эллиптической картиной, оставляя зрителей восхищаться великолепной операторской работой и алыми волосами ее героини, которую убедительно сыграла Эль Фэннинг в проекте, не заслуживающем её таланта».
Шведский критик Пидде Андерссон в положительном ключе сравнил фильм с фильмами Жана Роллена.

### Награды
| Год  | Награда                                     | Категория                         | Номинант(ы)                                                            | Результат | Прим.  |
| ---- | ------------------------------------------- | --------------------------------- | ---------------------------------------------------------------------- | --------- | ------ |
| 2012 | Международный кинофестиваль в Абу-Даби      | Лучший повествовательный фильм    | Салли Поттер                                                           | Номинация |        |
| 2012 | Лондонский кинофестиваль                    | Лучший фильм                      | Салли Поттер                                                           | Номинация | [ 16 ] |
| 2012 | Международный кинофестиваль в Вальядолиде   | Лучший фильм                      | Салли Поттер                                                           | Номинация |        |
| 2012 | Международный кинофестиваль в Вальядолиде   | Лучшая актриса                    | Эль Фэннинг                                                            | Победа    |        |
| 2012 | Таллинский кинофестиваль «Тёмные ночи»      | Особое упоминание                 | Салли Поттер                                                           | Победа    |        |
| 2012 | Премия британского независимого кино        | Лучшая актриса                    | Эль Фэннинг                                                            | Номинация | [ 16 ] |
| 2012 | Премия британского независимого кино        | Лучшая актриса второго плана      | Элис Энглерт                                                           | Номинация | [ 16 ] |
| 2012 | Премия британского независимого кино        | Лучшая операторская работа        | Робби Райан                                                            | Номинация | [ 16 ] |
| 2012 | Выбор критиков                              | Лучший молодой артист             | Эль Фэннинг                                                            | Номинация | [ 17 ] |
| 2012 | Международный кинофестиваль в Санта-Барбаре | Virtuoso Award                    | Эль Фэннинг                                                            | Победа    | [ 16 ] |
| 2013 | Women Film Critics Circle                   | Лучшая молодая актриса            | Эль Фэннинг                                                            | Номинация | [ 16 ] |
| 2013 | Women Film Critics Circle                   | Лучший женский актёрский ансамбль | Эль Фэннинг, Элис Энглерт, Джоди Мэй, Кристина Хендрикс, Аннетт Бенинг | Победа    | [ 16 ] |